# 피오리아 리버멘 (SPHL)
| 피오리아 리버멘 |                               |
| 설립연도        | 2013년                        |
| 해체연도        |                               |
| 역사            | 피오리아 리버멘 (2013년~현재) |
| 경기장          | 피오리아 시빅 센터            |
| 연고지          | 일리노이주 피오리아           |
| 상징색          | 남색, 빨강, 금, 하양          |
| 구단주          | 일리노이 프로 스포츠 LLC      |
| 단장            | 데이비드 홀트                 |
| 감독            | 진-가이 트루델                |
| 정규시즌 우승   | 2 (2015, 2016)                |
| 플레이오프 우승 |                               |
| 영구 결번       |                               |

피오리아 리버멘(Peoria Rivermen)는 미국 일리노이주 피오리아를 연고지로 하는 SPHL 소속 아이스 하키팀이다.

## 역대 홈경기장
| 경기장             | 사용기간    | 수용인원 | 장소                | 비고 |
| ------------------ | ----------- | -------- | ------------------- | ---- |
| 피오리아 리버멘    |             |          |                     |      |
| 피오리아 시빅 센터 | 2013년~현재 | 9,919명  | 일리노이주 피오리아 | 빈칸 |